# Copi
Copi, valódi nevén Raul Damonte Botana (Buenos Aires, 1939. november 20. – Párizs, 1987. december 14.) argentin író, színész, rendező és képregényrajzoló. Élete nagy részében Franciaországban alkotott. Az első, homoszexualitásukat nyíltan vállaló értelmiségiek közé tartozott.

## Életrajza
Raul Damonte Botana 1939. november 20-án született Buenos Airesben. A "Copi" (argentínai spanyolul csirke) művésznevet felvevő fiatalember már 16 éves korától képregényeket rajzolt a Tia Vicenta című lapban. Apja lapigazgató és antiperonista képviselő volt, politikai tevékenysége miatt emigrálni kényszerültek. A Haitin és New Yorkban töltött időszak után 1963-ban Copi már egyedül telepedett le Párizsban.
Copi színésznek készült, ám mivel ehhez nem beszélte még elég jól a francia nyelvet, ismét karikaturistaként és képregényrajzolóként dolgozott, és több ismert lapnál is rendszeresen megjelentek a munkái (Bizarre, Le Nouvel Observateur, Hara-Kiri, Charlie Hebdo). Kapcsolatba kerül a Roland Topor, Alejandro Jodorowsky és Fernando Arrabal vezette „Panique” csoporttal, és rövidesen már keresett annyit, hogy az akkor még ismeretlen Jérôme Savary rendezésében színre vigye saját darabjait.
A homoszexuális Copi 1973-ban követte élettársát, a másságát a francia értelmiségiek közül elsőként nyilvánosan vállaló Guy Hocquenghem egyetemi professzort a Libération című napilaphoz, ahol harciasan védték a melegek és transzszexuálisok jogait.
Az akkor már sikeres drámaíró 1987-ben AIDS-ben halt meg, miközben utolsó színdarabját próbálta, amelynek a főszereplője egy AIDS-ben szenvedő beteg. Copi életében számos regénye és képregénykötete jelent meg, tizenhat drámáját mutatták be.

## Rajzstílusa
Copi színházi érdeklődése egyértelműen kimutatható képregényalkotói munkásságában is. Minimalista, háttereket, és minden, a jelenetnél nem feltétlenül szükséges kelléket nélkülöző képregényeket készített. Szinte egyedülálló, ahogyan egy színházi dramaturgiát ültetett át képregényre. Pároldalas jeleneteinek állandó, ha nem is kizárólagos főszereplője egy széken ülő nő, aki nem hajlandó (vagy képtelen) felállni a helyéről. A hölgy tele van előítéletekkel, és ellenez minden változást, mivel az a meggyőződésében rengetné meg. A plán sosem változik, minden oldal beosztása egyforma. Kamaraelőadás zajlik az olvasó szeme előtt, vagy mintha egy stúdióbeszélgetést egyetlen kamerával közvetítenének a tévédobozban. Nem nézhetünk máshova, minden figyelmünket a figurák párbeszéde, legapróbb mozdulata, minimális helyváltoztatása köti le. Copi semmit nem bíz az olvasóra, ő diktálja a tempót, minden egyes szöveg nélküli képnek súlya van, szinte ki lehetne számítani, hogy hány másodpercig kellene néznünk az egyes kockákat.

## Munkái

### Regények és novellák
- L'Uruguayen, 1973
- Le Bal des folles, 1977
- Une langouste pour deux, 1978
- La Cité des rats, 1979
- La vie est un tango, 1979
- La Guerre des pédés, 1982
- Virginia Woolf a encore frappé, 1983
- L'Internationale argentine, 1988

### Színdarabok
- Un ángel para la señora Lisca, 1962
- Sainte Geneviève dans sa baignoire, 1966
- L'Alligator, le thé, 1966
- La Journée d'une rêveuse, 1968
- Eva Peron, 1970
- L'Homosexuel ou la Difficulté de s'exprimer,  1971
- Les Quatre Jumelles, 1973
- Loretta Strong, 1974
- La Pyramide, 1975
- La Coupe du monde, 1975
- L'Ombre de Venceslao, 1978
- La Tour de la Défense, 1981
- Le Frigo, 1983
- La Nuit de Madame Lucienne, 1985
- Une visite inopportune, 1988
- Les Escaliers du Sacré-Cœur, 1990

### Képregények
- Les poulets n'ont pas de chaise, 1966
- Le dernier salon où l'on cause, 1973
- Et moi, pourquoi j'ai pas de banane ?, 1975
- Du côté des violés, 1976
- Les Vieilles putes, 1977
- Kang, 1984
- Le Monde fantastique des gays, 1986
- La Femme assise, Stock, 2002